# Coregonus artedi
Cisco de lac, Corégone cisco
Espèce
Statut de conservation UICN

LC : Préoccupation mineure
Coregonus artedi, le Cisco de lac ou Corégone cisco, est une espèce nord-américaine de corégones d'eau douce de la famille des salmonidés.

## Distribution
Ce taxon se rencontre au Canada et aux États-Unis.

## Liste des sous-espèces
Selon GBIF (13 avril 2023) :
- Leucichthys artedi annensis Koelz, 1931
- Leucichthys artedi artedi Lesueur, 1818
- Leucichthys artedi atikamek Koelz, 1931
- Leucichthys artedi clarensis Koelz, 1931
- Leucichthys artedi clemensi Koelz, 1931
- Leucichthys artedi greeleyi Koelz, 1931
- Leucichthys artedi hankinsoni Koelz, 1931
- Leucichthys artedi huronicus Koelz, 1931
- Leucichthys artedi lowei Koelz, 1931
- Leucichthys artedi mackayi Koelz, 1931
- Leucichthys artedi magnus Koelz, 1931
- Leucichthys artedi mendotae Koelz, 1931
- Leucichthys artedi microcephalus Koelz, 1931
- Leucichthys artedi russeli Koelz, 1931
- Leucichthys artedi sargenti Koelz, 1931
- Leucichthys artedi wagneri Koelz, 1931
- Leucichthys artedi winnipegosis Koelz, 1931
- Leucichthys artedi woodi Koelz, 1931

## Systématique
Le nom valide complet (avec auteur) de ce taxon est Coregonus artedi Lesueur, 1818.
Ce taxon porte en français les noms vernaculaires ou normalisés suivants : Cisco de lac, Corégone cisco.
Coregonus artedi a pour synonymes :
- Argyrosomus artedi (Lesueur, 1818)
- Argyrosomus eriensis Jordan & Evermann, 1909
- Argyrosomus huronius Jordan & Evermann, 1909
- Argyrosomus tullibee (Richardson, 1836)
- Coregonus actedii Lesueur, 1818
- Coregonus artedii Lesueur, 1818
- Coregonus tullibee subsp. bisselli Bollman, 1890
- Coregonus tullibee (Richardson, 1836)
- Leucichthys artedi (Lesueur, 1818)
- Leucichthys churchillensis Fowler, 1948
- Leucichthys eriensis (Jordan & Evermann, 1909)
- Leucichthys harengus (Richardson, 1836)
- Leucichthys hubbsi Koelz, 1929
- Leucichthys macropterus Bean, 1916
- Leucichthys manitoulinus Jordan & Evermann, 1911
- Leucichthys nueltinensis Fowler, 1948
- Leucichthys ontariensis Jordan & Evermann, 1911
- Leucichthys supernas Jordan & Evermann, 1911
- Leucichthys tullibee (Richardson, 1836)
- Salmo artedi (Lesueur, 1818)
- Salmo harengus Richardson, 1836
- Salmo tullibee Richardson, 1836

## Étymologie
L'étymologie de l'épithète spécifique, artedi, est incertaine mais pourrait avoir été donnée en l'honneur du naturaliste suédois Peter Artedi (1705-1735), considéré comme le père de l'ichtyologie.

## Publication originale
- Charles Alexandre Lesueur et Charles Alexandre Lesueur, « Descriptions of several new species of North American fishes », Journal of the Academy of Natural Sciences of Philadelphia, vol. 1, no 2,‎ 1818, p. 222-235 (lire en ligne, consulté le 1er juin 2024)